# رژیم شیمی‌درمانی
رژیم شیمی درمانی رژیمی برای شیمی‌درمانی است که تعیین‌کننده داروهای مورد استفاده، دوز آنها، دفعات و مدت درمان و سایر ملاحظات در مورد درمان شیمی درمانی است
در سرطان‌شناسی مدرن، بسیاری از رژیم‌ها چندین داروی شیمی درمانی را در شیمی درمانی ترکیبی ترکیب شامل می‌شوند. اکثر داروهای مورد استفاده در شیمی درمانی سیتواستاتیک هستند که بسیاری از آنها از طریق سمیت سلولی تأثیرات خود را ایجاد می‌کنند.
فلسفه اساسی انکولوژی پزشکی، شامل شیمی درمانی ترکیبی این است که داروهای مختلف از طریق مکانیسم‌های متفاوتی عمل می‌کنند و نتایج استفاده از چندین دارو تا حدودی اثر هم افزایی خواهد داشت. درمقابل چند تا از داروها آثار سمیت همدیگر را خنثی می‌کنند مانند روفولین. از آنجایی که داروهای شیمی درمانی اثرات نامطلوب محدودکنندهٔ دوزهای متفاوتی دارند، می‌توان آنها را با دوزهای کامل در رژیم‌های شیمی درمانی تجویز کرد.
اولین شیمی درمانی ترکیبی موفق MOPP بود که در سال ۱۹۶۳ برای درمان لنفوم معرفی شد.
اصطلاح " رژیم القایی " به یک رژیم شیمی درمانی برای درمان اولیه یک بیماری اشاره دارد. یک رژیم نگهداری به استفادهٔ مداوم از داروی شیمی درمانی برای کاهش شانس عود سرطان یا پیشگیری از ادامهٔ رشد یک سرطان که در حال حاضر وجود دارد اشاره دارد.
رژیم‌های شیمی درمانی اغلب با کلمات اختصاری مشخص می‌شوند که نشانگر داروهای مورد استفاده در رژیم دارویی است. با این حال، حروف استفاده شده در کل اینگونه صادق نیست، و در برخی موارد - برای مثال، "BEACOPP" - از ترکیب حروف یکسان برای نشان دادن دو درمان مختلف استفاده می‌شود.
هیچ قرارداد یا استاندارد نامگذاری پذیرفته شده‌ای برای نامگذاری رژیم‌های شیمی درمانی وجود ندارد و محققان و پزشکان نخبه با خلاقیت خود نام‌های این رژیم‌های درمانی را بوجود آورده‌اند. به عنوان مثال، نام‌های عمومی یا نام تجاری ممکن است برای نام‌های اختصاری استفاده شود. این صفحه صرفاً نامگذاری بر اساس قرار دادهای رایج را شامل می‌شود.